# 蝎子乐队
天蠍合唱團（英語：Scorpions），是來自德國工業重鎮漢諾威的搖滾樂隊，以主唱高亢嘹亮的嗓音與旋律動聽的曲風，聞名於全球樂壇。

## 歷史

### 形成與早期歷史（1965-1973）
吉他手魯道夫·辛克（Rudolf Schenker）於1965年組建了樂團。起初，樂隊受節拍音樂影響，由Schenker自己擔任主唱。1970年，Schenker的弟弟Michael和主唱Klaus Meine加入了樂團。此組合贏得了一個音樂比賽並錄製了兩首單曲；這兩首單曲並非由CCA旗下發行，但後來曾收錄在不同的專輯中。
1972年，該樂團發行了首張專輯Lonesome Crow，由Lothar Heimberg擔任貝司，Wolfgang Dziony為鼓手。在本專輯巡演接近結束時，吉他手Michael Schenker決定加入UFO樂團擔任吉他手； 他的朋友Uli Roth加入協助完成巡演。
Michael Schenker的離開導致樂團解散。1973年，幫助蝎子完成Lonesome Crow巡演的的Uli Roth拒絕了蠍子樂團擔任首席吉他手的邀請，而選擇在留在樂團Dawn Road上。魯道夫·辛克（Rudolf Schenker）最終決定要與Roth共事，但是不想恢復最後的蝎子陣容。他參加了Dawn Road樂團的排練，最終決定參加由Roth、Francis Buchholz （貝斯手）,、Achim Kirschning （鍵盤手）、Jürgen Rosenthal（鼓手）所組成的Dawn Road樂團。Uli Roth和Buchholz勸說Rudolf Schenker邀請Klaus Meine加入作為主唱，而他很快答應了。雖然在樂團裡，原Dawn Road的成員比原蠍子樂團的成員還要多，但他們決定使用蠍子樂團（Scorpions）的名字，因為它在德國的硬搖滾樂界相當出名，並且以這個名字發行了一張專輯。

### 成名（1974-1978）
1974年，新的樂團陣容發表了Fly to the Rainbow。這張專輯比Lonesome Crow更成功，而“Speedy's Coming”等歌曲則使樂團成名。Achim Kirschning決定在錄音結束後離開。不久之後，Jürgen Rosenthal被徵召服役而不得不離開（他後來在1976年加入名為Eloy的德國搖滾樂隊並錄制三張專輯），其位置在1974年7月由 Jürgen Fechter取代。1975年，來自比利時的 Rudy Lenners 成為新任鼓手。
1975年發行了“In Trance”，這也是他們與德國製作人Dieter Dierks的長期合作的開始。這張專輯是蝎子向前邁出的重大一步，建立了重金屬風格。憑借“In Trance”，“Dark Lady”，“Robot Man”等曲贏得了國內外粉絲群。
同時也以"The Hunters"的名稱錄製了"the Sweet"樂團的“In Trance”Action”和“Fox on the Run”之德語版本“Fuchs geh'voran”和“Wenn es richtig losgeht＂。
1976年，蝎子發行了“Virgin Killer”，其專輯封面的特色是一塊破玻璃遮擋著裸體的青春期前女孩。封面是由Stefan Bohle（RCA唱片的產品經理）所設計，在市場上造成相當的曝光率，但隨後在其他國家被撤下或更換。專輯本身得到了來自評論和粉絲的廣泛好評。不過在2008年，本專輯封面在英文維基百科被網際網路觀察基金會列入黑名單達四天之久。
下一年，Rudy Lenners因個人原因離開，並由有經驗的樂手Herman Rarebell取代（其曾與Missus Beastly 與 Onyx等樂團合作）。
接下來的專輯Taken by Force，RCA唱片公司決心努力在通路與廣播進行行銷。該專輯的單曲“Steamrock Fever”被添加到RCA的一些廣播促銷帶。Roth對樂隊的商業取向不滿意。雖然他參與了樂團在日本的巡演，但在該巡演的現場專輯“Tokyo Tapes”發行之前，他離開並組成自己的樂團“ Electric Sun ”。“Tokyo Tapes“在日本發行六個月後，在美國和歐洲發行。在1978年中期，約140名吉他手試演後，蝎子讓 Matthias Jabs擔任吉他手。

### 商業成功（1978-1992）
在Jabs加入之後，Scorpions離開RCA在美國的Mercury Records和EMI Electrola錄下他們的下一張專輯Lovedrive。在退出UFO之後的幾周內，Michael Schenker在專輯錄制期間返回小組。這給了樂隊三個吉他手（雖然Schenker對最終版本的貢獻僅限於三首歌曲）。結果是Lovedrive，一個批評家認為是他們職業生涯的頂峰的專輯。包含"Loving You Sunday Morning", "Always Somewhere", "Holiday"的粉絲喜愛歌曲，但最終不在美國的發行。Lovedrive在US charts上達到55名，表明樂隊正在受到國際關註。在完成和發行專輯後，樂團決定將樂隊中的Michael保留下來，迫使Jabs離開。然而，1979年4月，在法國旅行期間，Michael quit和Jabs被永久地帶走以取代他。但最終不在美國發行。Lovedrive在美國圖表上達到55名，表明樂隊正在收集國際關註。在完成和發行專輯後，樂團決定將樂隊中的Michael保留下來，迫使Jabs離開。然而，1979年4月，在法國巡演期間，Michael quit和Jabs被永久地帶走以取代他。1980年，樂隊發布了Animal Magnetism，再次以一個挑釁的掩護，顯示一個女孩跪下，一個杜賓犬坐在一個男人面前作為封面。Animal Magnetism包含" The Zoo " 和 "Make It Real"經典。專輯發行不久之後，Meine開始遇到喉嚨問題。他需要對他的聲帶進行手術，並自己懷疑他是否會再次唱歌。
同時，樂隊於1981年開始在他的下一張專輯“Blackout”上工作。在Meine恢復過程中，Don Dokken被帶入提供指導和支持的聲樂。 Meine最終完全愈合，能夠完成專輯。停電於1982年發行，並迅速成為樂隊迄今為止最暢銷的專輯，最終成為鉑金。Meine的聲音沒有顯示出虛弱的跡象，粉絲對專輯的反應也很好。。
從成功中普及開停電，蝎子在為期三天的執行超過375000張在the three-day US Festival concert，加利福尼亞州舉行的音樂會1983年演唱會進行了現場播出的MTV，給樂隊在現場表演中曝光。
1984年專輯“Love at First Sting”鞏固了Scorpions作為國際流行樂隊的地位。在單曲“你喜歡颶風之歌”的推動下，愛在First Sting上升了圖表，並在美國發布後的幾個月，去了雙金。
MTV給了這張專輯的視頻“Rock You Like a Hurricane”，“Bad Boys Running Wild”，“Big City Nights”，以及強勢民謠 “ Still Loving You ”的重要播放時間，極大地促成了專輯的成功。該頻道甚至為蝎子提供了綽號“岩手大使”，讓業內人士認識到幕後的行政影響力。滾石雜志將他們命名為“重金屬英雄”。
該樂團廣泛參與了Love at First Sting，並於1985年發行了第二張現場專輯“World Wide Live”，錄制了一年多的世界巡迴演唱，並在其受歡迎程度上發行，專輯又是樂隊的成功，高峰期美國排名第14位，英國排名第18位。
經過廣泛的世界巡迴演出，樂隊終於回到了工作室，以紀錄野蠻娛樂。發行於1988年，在他們之前的錄音室專輯四年後，Savage Amusement代表了更加拋光和成熟的聲音，類似於Def Leppard發現成功的風格。專輯銷量很好，但被認為有點令人失望。不過，英國重岩雜志Kerrang！在五分之內獎勵了五張K的專輯。
在1988年的野蠻游樂之旅中，蝎子只成為在蘇聯玩的第二個西方小組（不是美國人）。Uriah Heep於1987年12月在列寧格勒演出。次年，樂隊在莫斯科音樂和平節上重返表演。結果，蝎子開發了一個擴展的俄羅斯球迷基礎，並仍然返回執行。
希望遠離野蠻娛樂風格，樂隊與他們的長期生產者“第六蝎子”（Dieter Dierks）分離，1990年他們回到了工作室時，替換了基思·奧爾森。“ 瘋狂世界”在同一年發布，顯示較少拋光的聲音。這張專輯在很大程度上被推動了民謠“ 變革之風 ”的巨大成功。這首歌曲扼殺了在冷戰結束時在東歐和世界其他地區發生的社會政治變化。1990年7月21日，他們加入了許多其他客人的羅傑·沃特斯 “ 巨大的性能的華爾街在柏林。蝎子執行了兩個版本的“ 在肉體 ”從牆上。在瘋狂的世界巡演弗朗西斯·布赫霍茲（Francis Buchholz）之後，在樂隊長期服務的貝斯手離開了小組賽。

### 後來的日子（1993-2009）
1993年，蝎子發布了“Face The Heat”。貝斯由拉爾夫·里克曼（Ralph Rieckermann）處理。對於錄音過程，樂隊帶來了製片人布魯斯·費爾班恩。專輯的聲音比旋律更加金屬。重金屬單身“外星人”也不是“同一個太陽之下”的民謠，接近於“變革之風”的成功。面對Face The Heat是一個溫和的成功。1995年，製作了一張新專輯“ Live Bites”。該CD在1988年的野蠻游樂之旅中記錄了復古的現場表演，一路在1994年的“Face The Heat”中。與其暢銷的現場專輯“World Wide Live”相比，該專輯的技術清晰，
在錄制他們的第13張專輯之前，鼓手Herman Rarebell離開了樂隊，設立了錄音標簽。肯特克斯出生的詹姆斯·科塔克（James Kottak）永久接管了路易斯維爾，路易斯維爾（Curt Cress）負責該專輯的鼓槌。這張專輯有很多民謠。不過，專輯的單曲“野孩子”和舒緩的民謠“你和我”都獲得了溫和的成功。
1999年，Eye II Eye的發布和樂隊的風格發生了重大變化，混合了流行音樂和技術的元素。雖然這張專輯很出色，但是卻被球迷收獲不佳。該專輯的第一張歐洲單曲“要成為第一”的視頻，以莫妮卡·萊溫斯基為特色，似乎沒有提高其受歡迎程度。
第二年，蝎子與柏林愛樂樂團進行了藝術合作，導致了一首名為“榮耀時刻”的 10首歌曲專輯。該專輯在Eye II Eye的嚴厲批評之後，重新建立了樂隊的聲譽。然而，批評者指責繼的燕尾服的他們Metallica的的類似合作（S＆M）與舊金山交響樂團其已被釋放的前一年，盡管樂隊已經首次接觸蝎子的想法在1995年。
蝎子在2007年
2001年，蝎子發行了Acoustica，這是一首實況的拔掉專輯，專輯的錄音帶重新加入了樂隊的最大歌曲，並增添了新的曲目。在粉絲們贊賞的同時，缺乏新的錄音室專輯令人沮喪，Acoustica也沒有把樂隊帶回到焦點。
2004年，樂隊發行了“Unbreakable”，這張專輯被評論家譽為期待已久的回歸。這張專輯是因為帶釋放了最重的面對熱。無論是由樂隊標簽推廣不佳還是演播室發行之間的長時間，Unbreakable都收到了少量的airplay，沒有圖表。蝎子在2005年英國巡演之後，廣泛地巡迴了專輯，並與猶大牧師一起擔任“特別嘉賓”，這些都是蝎子自1999年以來在英國的首次赴日。
2006年初，蝎子在維也納發行了DVD 1夜，其中包括14場現場曲目和完整的搖滾作品。在洛杉磯，樂隊花了大約四個月與生產商詹姆斯·邁克爾和工作室德蒙·蔡爾德的工作概念專輯名為人道：小時我，這是在2007年5月下旬發布的，和其次是“人類世界巡迴演唱會”。
2007年，樂團與視頻游戲系列“吉他英雄”（Guitar Hero）中的兩個簽名曲目合作。“無人像你”被列入了80年代的游戲版本，而“Rock You Like A Hurricane”則被發布在“ 吉他英雄3”（Legends of Rock）上。
2007年5月14日，蝎子在歐洲發行了人類 - 小時我。人性 - 小時我 8月28日在美國新門紀錄開始播放，進入第63號的廣告牌排行榜。
在2007年9月的播客採訪中，Meine表示，這張專輯不是一個“概念專輯”，而是一個共同主題的歌曲集合。Meine說：“我們不想再唱一些關於男孩追女孩的歌曲，我的意思是來吧，給我一個休息時間。
被問及2007年樂隊是否計劃發行“人性 - 小時”II時，Meine回答說：
2007年12月20日，蝎子在克裡姆林宮舉行的俄羅斯安全部隊精英音樂會上演出。這次音樂會是在建國90周年的慶典契卡中的-predecessor 克格勃。樂隊聲稱他們認為他們正在進行聖誕音樂會。他們說，他們的音樂會決不是對切卡，共產主義或俄羅斯殘酷的過去的致敬。觀眾人士包括普京和德米特裡·梅德韋傑夫。
2009年2月22日，樂團獲得德國ECHO榮譽獎，在柏林O2世界獲得終身成就。

### 《Sting in the Tail》,《touring》和 《Comeblack》（2010- 2014年）
2009年11月，蝎子宣佈，他們的第17張錄音室專輯“ Sting in the Tail”將於2010年初發行，在漢諾威與瑞典製片人Mikael“Nord”Andersson和Martin Hansen錄制。2010年3月23日發布尾聲。
2010年1月24日，樂團宣佈他們將《Sting in the Tail》成為他們的最後一張專輯，旅游支持它是他們的最後一輪，盡管樂隊後來決定繼續錄制。 Dokken計劃為他們開放，但在爭議後被取消。
2010年4月6日，他們在好萊塢搖滾樂隊的手印儀式上被收錄，樂隊成員將他們的手放在一長塊濕的水泥旁邊，與其他音樂家一樣。
2011年11月7日發行了一張舊歌曲Comeblack的錄音專輯。
在2011年7月的採訪中，Meine被問及蝎子的未來。他回答說：“我們最新的項目在接下來的幾個月里出現，它讓你有機會體驗3D的蝎子，你可以感受到吉他中的煙串，就像是一場現場表演，這是一個令人難以置信的體驗DVD在德國舉辦我們的3D音樂會，我們即將組合，希望在中東和沙烏地阿拉伯即將到來，事實上，強大的3D技術使我們在這些年來感到像先驅者（他我們今年晚些時候發行了專輯，專輯經典，你知道我們對他們的愛，60年代是我們靈感的時代，我們的電影/紀錄片也很快就會被釋放，我們和我們有相機在旅行中，所以這個紀錄片是在我們的旅行期間。
提前幾年宣佈，蝎子將於8月4日標榜Wacken露天音樂節。盡管謠傳分手或退休，吉他手Matthias Jabs於二零一二年六月十二日向AZ Central發表聲明說，蝎子不會分手。一個月後，Jabs告訴“ 廣告牌 ”雜志，樂隊一直在製作一張專輯，將收錄他們錄制的專輯“Blackout，Love at First Sting，Savage Amusement and Crazy World”等未發表的歌曲，並計劃在2014年發行。蝎子4月份在俄羅斯和白俄羅斯宣佈了2013年10月的樂團演出。2013年9月11日，12日和14日，蝎子在雅典的Lycabettus劇院舉行了三場MTV拔插音樂會。在2013年11月6，他們在接受記者採訪時宣佈，在2014年德國4個MTV不插電演唱會在2013年12月岩石展示在希臘電台節目，MEINE說，他不知道，如果有未發行的歌曲專輯，他們記錄的專輯停電，愛在第一蜇，野人娛樂和瘋狂的世界將在2014年被釋放或以後。2013年12月， 在希臘Rock Show廣播節目的採訪中，Meine表示，他不知道他們錄制的專輯“Blackout”，“Love at First Sting”，“Savage Amusement”和“Crazy World”等專輯的未發表歌曲的專輯將在2014年或之後發行上。2013年12月， 在希臘Rock Show廣播節目的採訪中，Meine表示，他不知道他們錄制的專輯“Blackout”，“Love at First Sting”，“Savage Amusement”和“Crazy World”等專輯的未發表歌曲的專輯將在2014年或之後發行上。
在2014年，蝎子被提名為兩個Echo獎（“Euro Grammys”），用於MTV Unplugged。
8月16日，他們宣佈有一張新專輯在作品中，將於2015年發布。

### 五十周年和發布《Return to Forever》（2015-2017）
2014年10月23日，Meine與樂隊的法國粉絲俱樂部Crazyscorps對話，並宣佈將於2015年2月或3月發布新紀錄，以配合樂隊成立50周年。與樂隊在2013年所說的相反，新紀錄將不僅會呈現未被發表的歌曲的新錄製版本，而且還將介紹2011年至2014年之間的新材料。該專輯正在瑞典錄制，製片人Martin Hansen和Mikael北安德森。2014年5月離開樂隊的鼓手詹姆斯·科塔克（James Kottak）將在新紀錄中返回演奏鼓。新專輯Return to Forever於2015年2月20日發行。
在2015年8月29日，蝎子宣佈他們的專輯的50周年豪華版用武力，東京帶，Lovedrive，動物磁性，停電，愛在第一蜇，全球直播，以及野人游其被釋放到2015年，這些豪華的11月6日發行包括“數十種未發行的歌曲，大型曲目的替代版本，粗調混音，以及罕見的現場音樂會錄音”。於2016年4月28日宣佈，Motörhead鼓手Mikkey Dee將填補詹姆斯·科塔克（James Kottak），並在12個北美的頭條日期播放鼓，包括在拉斯維加斯的硬石酒店舉行的一系列節目，被稱為“蝎子在拉斯維加斯被淹死”，皇后區開幕拉斯維加斯表演，和日期在巴西聖保羅。於二零一零年九月十二日，迪恩正式宣佈為樂團新任永久性鼓手。
2017年1月18日蝎子被引入重金屬歷史大廳（由Pat Gesualdo和Joe Dell創建），是重金屬兩架吉他襲擊的前沿。

## 成員及角色
格式：姓名：擔任角色（時間）
現任
Klaus Meine：主唱,節奏吉他, percussion, tambourine,合聲(1970-現今)
Matthias Jabs：吉他(1978-現今)
Rudolf Schenker：吉他, 合聲, 主唱於 "They Need A Million", "Drifting Sun" (1965-現今)
Paweł Mąciwoda：貝斯手,合聲(2003-現今)
Mikkey Dee：鼓手,合聲 (2016-現今)
曾任
Michael Schenker：吉他 (1970-1973, 1979)
Ulrich Roth：吉他, 合聲, 主唱於 "Drifting Sun", "Fly to the Rainbow", "Dark Lady", "Sun in My Hand", "Hell Cat", "Polar Nights" (1973-1978)
Lothar Heimberg：貝斯手,合聲 (1965-1973)
Francis Buchholz：貝斯手,合聲(1973-1983, 1984-1992, 1994)
Ralph Rieckermann：貝斯手 (1993-2000, 2000-2003)
Ken Taylor：貝斯 (2000)
Barry Sparks：貝斯 (2004)
Ingo Powitzer：貝斯 (2004)
Wolfgang Dziony：鼓手,打擊樂器 (1965-1973)
Jürgen Rosenthal：鼓手,打擊樂器(1973-1975)
Rudy Lenners：鼓手, 打擊樂器 (1975-1977)
Herman Rarebell：鼓手, 打擊樂器 (1977-1983, 1984-1995)
Curt Cress：鼓手, 打擊樂器 (1996)
Achim Kirschning：鍵盤手 (1973-1974)
James Kottak：鼓手,打擊樂器,合聲 (1996-2014)
經理人
Stewart Young (1995-現今)

## 音樂及相關出版物
格式：時間：專輯名（備註）

### 錄音專輯
- 1972: Lonesome Crow
- 1974: Fly To The Rainbow
- 1975: In Trance

- 1976: Virgin Killer

- 1977: Taken By Force
- 1979: Lovedrive
- 1980: Animal Magnetism
- 1982: Blackout
- 1984: Love At First Sting
- 1988: Savage Amusement
- 1990: Crazy World
- 1992: Still Loving You (混音專輯)
- 1993: Face The Heat
- 1996: Pure Instinct
- 1999: Eye II Eye
- 2000: Moment of Glory (與柏林交響樂團合作)

- 2004: Unbreakable
- 2007: Humanity – Hour I
- 2010: Sting in the Tail

### 現場專輯
- 1978: Tokyo Tapes (Live)
- 1985: World Wide Live (Live)
- 1995: Live Bites (Live)
- 2001: Acoustica (Live, Unplugged)

### 合輯
- 1984: Best of Vol. 1
- 1984: Best of Vol. 2
- 1988: Gold Ballads
- 1989: Best of Rockers ’n’ Ballads (包含未發表歌曲Can’t Explain)
- 1990: Hurricane Rock
- 1990: The best of the Scorpions (美國發行)
- 1991: Hot & Slow – The Best of the Ballads
- 1991: Wind of Change (Japan Import, Sampler, 8-Track-EP 包含Wind of Change (俄語版本)
- 1993: Hot & Heavy
- 1993: Hot & Hard
- 1995: Born to Touch Your Feelings
- 1995: Deadly Sting
- 1996: Shape-CD (Scorpions採訪, 英文, Limitert auf 5.000 Kopien)
- 1997: Deadly Sting – The Mercury Years(包含未發表歌曲 Life Goes Around und Over The Top)
- 1997: Crazy World/Face The Heat
- 1998: Master Series
- 1998: Big City Nights
- 1998: Hot & Slow – Best Masters of the 70’s
- 1999: Best (包含未發表歌曲Love Is Blind)
- 2000: Pictured Life – All The Best
- 2000:A Tribute to the Scorpions (群星向蠍子樂隊致敬, z. B. Sinergy) (Tribut-Sampler)
- 2001: Essential
- 2001: Millenium Edition
- 2002: Classic Bites
- 2002: Bad for Good – The Very Best Of(包含未發行曲Cause I Love You und Bad For Good)

- 2002: BMG Best Selecion (日本發行)
- 2002: Tribute to Scorpions (Sampler) (日本發行)
- 2004: Box of Scorpions
- 2005: The Platinum Collection
- 2006: No. 1's
- 2006: Gold
- 2007: In Trance/Virgin Killer (Box-Set)
- 2008: Deadliest Stings
- 2008: The Best Of Scorpions (green series)
- 2008: Acoustica (DVD/CD) (雙CD)

### 單曲
- 1975: In Trance
- 1977: He’s A Woman She’s A Man
- 1979: All Night Long (4-Track-EP)
- 1979: Lovedrive
- 1979: Is There Anybody There
- 1979: Another Piece Of Meat
- 1980: Make It Real
- 1980: The Zoo
- 1980: Hey You
- 1982: Can’t Live Without You / China White
- 1982: Now!
- 1982: No One Like You
- 1984: Still Loving You
- 1984: Big City Nights / Bad Boys Running Wild
- 1984: Rock You Like a Hurricane / Coming Home
- 1984: Coming Home
- 1985: No One Like You (Live)
- 1988: Rhythm Of Love
- 1988: Believe In Love
- 1988: Passion Rules The Game
- 1989: Is There Anybody There
- 1989: Can’t Explain
- 1990: Tease Me Please Me
- 1991: Don’t Believe Her
- 1991: Wind of Change
- 1991: Send Me An Angel
- 1992: Hit Between the Eyes
- 1993: Alien Nation
- 1993: No Pain No Gain
- 1993: Under The Same Sun
- 1993: Woman
- 1995: White Dove
- 1996: You And I
- 1996: Does Anyone Know
- 1996: Wild Child
- 1996: Where The River Flows
- 1997: Edge of Time
- 1997: When You Came Into My Life
- 1999: To Be No. 1
- 1999: Ten Light Years Away
- 1999: Eye to Eye
- 1999: Mysterious
- 1999: Aleyah
- 2000: Moment of Glory
- 2000: Hurricane 2000
- 2001: When Love Kills Love
- 2004: You Are the Champion (feat. Michael Kleitman)
- 2004: Miracle
- 2007: Humanity (Promo-Single für Radio usw.)

### 錄像製品
- 1985: First Sting (VHS)
- 1985: World Wide Live (VHS)
- 1988: To Russia With Love and Other Savage Amusements (VHS)
- 1991: Crazy World Tour Live (VHS)
- 2000: Moment of Glory – Live (DVD)
- 2001: Acoustica (DVD)
- 2002: A Savage Crazy World (DVD)
- 2005: Unbreakable World Tour 2004 – One Night In Vienna (DVD)
- 2007: Live at Wacken Open Air 2006: A Night to Remember – A Journey Through Time (DVD)